# تاشتیوبه
تاشتیوبه (به لاتین: Tashtyube) یک منطقهٔ مسکونی در روسیه است که در باشقیرستان واقع شده‌است.